# Revjakino
Revjakino è una cittadina della Russia europea centrale, situata nella oblast' di Tula; appartiene amministrativamente al rajon Jasnogorskij, del quale è il capoluogo.